# ルカ・マルケジャーニ
ルカ・マルケジャーニ（Luca Marchegiani, 1966年2月22日 - ）は、イタリア・アンコナ出身の元同国代表サッカー選手。ポジションはGK。

## 経歴
キャリアの大半をトリノとラツィオで過ごした。トリノでは1988年から1993年にかけてプレーし、通算183試合に出場、コッパ・イタリア優勝、UEFAカップの決勝にも進出した。1993年に600万ポンド、当時GKの移籍金では最高額でトリノからラツィオに移籍、約10年間プレーしスクデット、コッパ・イタリア制覇などに貢献した。最後はキエーボで2シーズンプレー、2005年に引退。
代表では、1994 FIFAワールドカップ、正GKイタリアのジャンルカ・パリューカがグループリーグ初戦のノルウェー戦で退場となり、急遽出場、計3試に出場 、パリューカの不在を補って余りある活躍見せたが、パリューカが出場可能になると再びセカンドGKとなった。
引退後の2005年からは、SKY Sportでテレビ解説者をしている。

## 所属クラブ
- イエージ 1983-1987
  - →  アウロラ・ラティーニ（レンタル移籍）1985-1986
- ブレシア 1987-1989
- トリノ 1988-1993
- ラツィオ 1993-2003
- キエーヴォ 2003-2005

### 主な経歴
- ラツィオ
  - セリエA優勝：1回（1999-2000）

## 代表歴
- イタリア代表 1991-1999
  - 代表デビュー：1992年6月6日 vs アメリカ
  - 代表通算：9試合出場 0得点
  - 1994 FIFAワールドカップ 3試合出場（準優勝）